# Akitsugu Konno
Akitsugu Konno (jap. 金野 昭次, Konno Akitsugu; * 1. September 1944 in Sapporo, Hokkaidō; † 5. September 2019) war ein japanischer Skispringer, der Anfang der 1970er Jahre aktiv war.
Konnos größter Erfolg war der Gewinn der Silbermedaille hinter seinem Landsmann Yukio Kasaya bei den Olympischen Winterspielen 1972 in Sapporo, die gleichzeitig auch als Weltmeisterschaft im Skispringen ausgetragen wurde. Wenige Wochen später erreichte er als Dritter beim Holmenkollen-Skifestival in Oslo erneut das Podest. Konno gehörte auch zur japanischen Auswahl für die Skiflug-Weltmeisterschaft 1972, wo er als 18. drei Plätze vor Kasaya landete. Außerdem nahm Konno 1973/74 an der Vierschanzentournee teil. Sein bestes Einzelresultat war dabei der dreizehnte Platz von der Bergiselschanze in Innsbruck.
Nach seiner aktiven Laufbahn arbeitete Konno als Betreuer der Sprungwettbewerbe in Sapporo. Bei der Eröffnung der Olympischen Winterspiele 1998 trat er zusammen mit anderen ehemaligen Athleten als Träger der Olympischen Fahne auf.

## Statistik
Vierschanzentournee-Platzierungen
| Saison  | Platz | Punkte |
| ------- | ----- | ------ |
| 1973/74 | 15.   | 854,7  |